# 蔡正富
蔡正富（1953年5月5日—），台灣企業家，生於台南市喜樹，現任艾美特電器（深圳）有限公司執行副董事長，兼任深圳台商協會等多個民間協會的會長副會長。

## 簡歷
蔡正富於1986年離開台南到香港，並於同年進軍深圳承包工廠開展來料加工業務。1989年 深圳第一個台商協會第一屆秘書長，起草了協會的章程。1990年底與艾美特創辦人史鴻堯共同創辦了艾美特電器（深圳）有限公司，並擔任了董事、執行副總經理。